# Megachile incisa
Megachile incisa là một loài Hymenoptera trong họ Megachilidae. Loài này được Smith mô tả khoa học năm 1858.